# 施图尔姆
施图尔姆 或者 施图姆（德語：Sturm）可以指：

## 人名
- 约翰内斯·斯图尔姆（德語：Johannes Sturm，1507年－1589年），德國教育家。
- 汉斯·施图尔姆（德語：Hans Sturm，1935年9月3日－2007年6月24日），德國男子足球運動員。
- 雅克·夏尔·弗朗索瓦·施图姆（法語：Jacques Charles François Sturm，1803年9月29日－1855年12月15日），法国数学家。

|  | 本页或本分段罗列了姓氏为「K」的人物。 如果是一个指代特定个人的内链将您引导到本页，請考慮修正該人物的名字以將链接指向正確的條目。 |